# Alois Senefelder
Aloys Senefelder, Alois Senefelder (ur. 6 listopada 1771 w Pradze, zm. 26 lutego 1834 w Monachium) – niemiecki grafik.
Wynalazł w 1798 litografię – technikę druku płaskiego. W 1789 opracował kamienioryt, dziesięć lat później autografię i metodę kredkową, a w 1826 wykonał pierwszy druk wielobarwny. Wraz z Aretinem Senefelderem założył w Monachium Instytut Litograficzny.
Został pochowany na Starym Cmentarzu Południowym w Monachium.